# SV Gloggnitz
SV Gloggnitz is een Oostenrijkse voetbalclub uit Gloggnitz in de deelstaat Neder-Oostenrijk. 

## Geschiedenis
De Sportvereinigung Gloggnitz werd in 1922 opgericht met blauw-witte clubkleuren. Hoogtepunt in de geschiedenis van de titel in de Landesliga Niederösterreich in seizoen 1948/49 waardoor de club naar de hoogste klasse kon promoveren. Voor de wedstrijden tegen giganten Rapid Wien en Austria Wien kwamen 10000 toeschouwers kijken in het Alpenstadion. Met slechts vier overwinningen en drie gelijke spellen kon de club het behoud echter niet verzekeren en degradeerde meteen weer, enkel Slovan Wien en SC Rapid Oberlaa deden het slechter dat seizoen. Na twee seizoenen in de tweede klasse (die pas was ingevoerd) degradeerde de club naar de Landesliga dat nu nog maar de derde klasse was. In de jaren zestig speelde de club nog enkele seizoenen onder de naam ASK Gloggnitz in de tweede klasse (Regionalliga Ost alvorens helemaal weg te glijden naar de laagste klasse. In de zomer van 1971 fusioneerde de club met een andere club uit Gloggnitz en werd zo ASK SV FEZ Gloggnitz dat later weer de naam SV Gloggnitz aannam. In 1982/83 speelde de club opnieuw in de hoogste klasse van Neder-Oostenrijk maar degradeerde weer na één seizoen. Daarna speelde de club 15 jaar in de 2. Landesliga.